# Claussenomyces prasinulus
Claussenomyces prasinulus (P. Karst.) Korf & Abawi – gatunek grzybów z rodziny Tympanidaceae.

## Systematyka
Pozycja w klasyfikacji według Index Fungorum: Clausenomyces, Tympanidaceae, Leotiales, Leotiomycetidae, Leotiomycetes, Pezizomycotina, Ascomycota, Fungi.
Po raz pierwszy opisał go w 1869 r. Petter Adolf Karsten, nadając mu nazwę Peziza prasinula. Obecną, uznaną przez Index Fungorum nazwę, nadali mu Richard Paul Korf i George S. Abawi w 1971 r.
Ma 17 synonimów. Niektóre z nich:
- Coryne prasinula (P. Karst.) P. Karst. 1885
- Strossmayeria viridiatra (Sacc. & Fautrey) Dennis 1962[2].

## Morfologia
Owocniki
Występujące w skupiskach apotecja o soczewkowatym lub poduszeczkowatym kształcie i średnicy około 0,5 mm. Trzonu brak. Powierzchnia hymenium gładka, bardzo blado zielonkawobiała, z bladożółtawymi odcieniami. Powierzchnia zewnętrzna gładka, tej samej barwy. Brzeg regularny. Miąższ woskowaty, ale raczej twardy, białawy.
Cechy mikroskopowe
Worki 70–80(–105) × 8–10 μm, nieamyloidalne, 8-zarodnikowe, powstające na pastorałkach. Askospory w worku w dwóch rzędach, cylindryczne i mniej więcej zakrzywione, 12–15(–16) × 3–4 μm, w stanie dojrzałym z 3 przegrodami, gładkie, szkliste. Parafizy nitkowate, do 2 μm szerokości, często wielokrotnie rozgałęzione, zielonkawe, zwłaszcza w górnej części. Ekscypulum dwuwarstwowe.
Gatunki podobne
W Polsce występuje jeszcze klausenomyces smołowy (Claussenomyces olivaceus). Również ma podobny, oliwkowozielony kolor, ale występuje na drewnie drzew iglastych i ma szersze askospory (11–28 × 3,5–7 μm), z 7 przegrodami.

## Występowanie
Claussenomyces prasinula znany jest tylko w Europie, w Japonii i na nielicznych stanowiskach w Ameryce Północnej. W Polsce M.A. Chmiel w 2006 r. przytacza tylko jedno stanowisko, i to dawne, podane przez Josepha Schrötera w 1908 r. Później jednak odszukano go. Aktualne stanowiska podaje m.in. internetowy atlas grzybów. Zaliczony w nim jest do gatunków zagrożonych i wartych objęcia ochroną.
Nadrzewny grzyb saprotroficzny rozwijający się na martwym drewnie dębów, buków innych drzew liściastych. Zasiedla drewno pozbawione kory i już znacznie spróchniałe.